# Guarani, Minas Gerais
Guarani este un oraș în Minas Gerais (MG), Brazilia.